# ناحیه بوعلام
ناحیه بوعلام (به عربی: دائرة بوعلام) یک ناحیه در الجزایر است که در استان البیض واقع شده‌است.

## خصوصیات
ناحیه بوعلام ۲۲٬۳۱۸ نفر جمعیت دارد.